# Richard Schoen
Pour les articles homonymes, voir Schoen.
Richard Melvin Schoen (né le 23 octobre 1950) est un mathématicien américain.

## Biographie
Né à Fort Recovery, dans l'Ohio, il a reçu son doctorat en 1977 de l'Université Stanford sous la direction de Leon M. Simon, avec une thèse intitulée Existence and Regularity Theorems for some Geometric Variational Problems. Schoen est actuellement titulaire de la chaire d'enseignement Excellence à l'Université de Californie à Irvine. Son nom est prononcé « Shane », peut-être comme un reflet du dialecte régional parlé par certains de ses ancêtres allemands.

## Contributions
Richard Schoen a étudié l'utilisation de techniques analytiques au sein de la géométrie différentielle.
En 1979, avec son ancien superviseur de doctorat, Shing-Tung Yau, il a prouvé, le théorème de la masse positive (en) fondamental en relativité générale. En 1983, il a reçu le prix MacArthur, et en 1984, il a obtenu une solution complète pour le problème de Yamabe sur des variétés compactes. Ce travail combine de nouvelles techniques avec des idées développées dans des travaux antérieurs avec Yau, et des résultats partiels par Thierry Aubin et Neil Trudinger. Le théorème résultant de ce travail affirme que toute métrique Riemannienne sur une variété fermée peut être rééchelonnée de façon conforme (c'est-à-dire, multipliée par une fonction positive convenable) afin de produire une métrique de courbure scalaire constante. En 2007, Simon Brendle et Richard Schoen prouvent le théorème des sphères différentiables, un résultat primordial dans l'étude des variétés de courbure sectionnelle positive. Il a également apporté des contributions fondamentales à la régularité de la théorie des surfaces minimales et harmoniques.

## Prix et distinctions
Pour ses travaux sur le problème de Yamabe , Schoen a reçu le Prix Bôcher en 1989. Il a rejoint l'Académie américaine des arts et des sciences en 1988 et intègre l'Académie nationale des sciences en 1991. Il bénéficie d'une bourse Guggenheim en 1996.
En 2012, il est devenu membre de l'American Mathematical Society, dont en 2015, il est élu vice-président.
Il est conférencier invité au congrès international des mathématiciens de 2010 à Hyderabad.
Il reçoit le prix Wolf avec Charles Fefferman en janvier 2017. Il reçoit également en 2017 le prix Schock.

## Sélection de publications
- (en) Richard M. Schoen, Leon Simon et Shing-Tung Yau, « Curvature estimates for minimal hypersurfaces », Acta Mathematica, vol. 134, nos 3-4,‎ 1975, p. 275–288 (DOI 10.1007/bf02392104, MR 423263)
- (en) Richard M. Schoen et Shing-Tung Yau, « On the proof of the positive mass conjecture in general relativity », Communications in Mathematical Physics, vol. 65, no 1,‎ 1979, p. 45–76 (DOI 10.1007/bf01940959, Bibcode 1979CMaPh..65...45S, MR 526976, lire en ligne)
- (en) Doris Fischer-Colbrie et Richard M. Schoen, « The structure of complete stable minimal surfaces in 3-manifolds of nonnegative scalar curvature », Communications on Pure and Applied Mathematics, vol. 33, no 2,‎ 1980, p. 199–211 (DOI 10.1002/cpa.3160330206, MR 562550, lire en ligne)
- (en) Richard M. Schoen et Shing-Tung Yau, « Proof of the positive mass theorem. II », Communications in Mathematical Physics, vol. 79, no 2,‎ 1981, p. 231–260 (DOI 10.1007/bf01942062, Bibcode 1981CMaPh..79..231S, MR 612249, lire en ligne)
- (en) Richard M. Schoen et Karen Uhlenbeck, « A regularity theory for harmonic maps », Journal of Differential Geometry, vol. 17, no 2,‎ 1982, p. 307-335 (MR 664498, lire en ligne)
- (en) Richard M. Schoen, « Conformal deformation of a Riemannian metric to constant scalar curvature », Journal of Differential Geometry, vol. 20, no 2,‎ 1984, p. 479-495 (MR 788292, lire en ligne)
- (en) Mikhael Gromov et Richard M. Schoen, « Harmonic maps into singular spaces and p-adic superrigidity for lattices in groups of rank one », Institut des Hautes Études Scientifiques. Publications Mathématiques, vol. 76,‎ 1992, p. 165–246 (DOI 10.1007/bf02699433, MR 1215595, lire en ligne)
- (en) Richard M. Schoen et Jon Wolfson, « Minimizing area among Lagrangian surfaces: the mapping problem », Journal of Differential Geometry, vol. 58, no 1,‎ 2001, p. 1-86 (MR 1895348)
- (en) Simon Brendle et Richard M. Schoen, « Manifolds with 1/4-pinched curvature are space forms », Journal of the AMS, vol. 22, no 1,‎ 2009, p. 287–307 (DOI 10.1090/s0894-0347-08-00613-9, Bibcode 2009JAMS...22..287B, MR 2449060)
- (en) Richard Schoen et Shing-Tung Yau, Lectures on Harmonic Maps, 1997, International Press, Boston MA.